# Cerrenaceae
Cerrenaceae is een botanische naam, voor een familie van schimmels. Het typegeslacht is Cerrena.

## Geslachten
De familie omvat de volgende vier geslachten (peildatum maart 2022):
- Cerrena
- Irpiciporus
- Pseudolagarobasidium
- Radulodon